# Heterocladium flaccidum
Heterocladium flaccidum là một loài Rêu trong họ Thuidiaceae. Loài này được (Schimp.) A.J.E. Sm. mô tả khoa học đầu tiên năm 2006.